# Copa Panamericana de Voleibol Femenino de 2024
La Copa Panamericana de Voleibol Femenino de 2024 fue la XXI edición de este torneo de selecciones nacionales femeninas pertenecientes a la NORCECA y a la Confederación Sudamericana de Voleibol (CSV). Se llevó a cabo del 18 al 25 de agosto de 2024 en las ciudades de León e Irapuato del Estado de Guanajuato, México y fue organizado por la Federación Mexicana de Voleibol bajo la supervisión de la Unión Panamericana de Voleibol.
La competencia otorgó puntos para el ránking mundial de la FIVB, y sirvió como clasificatoria para la Copa Panamericana 2025, el Campeonato Continental Femenino NORCECA 2025 y los Juegos Panamericanos de 2027. La ganadora del certamen fue la selección argentina por segundo año consecutivo, tras derrotar 3-0 a Estados Unidos en la final.

## Equipos participantes
Un máximo de 12 selecciones se clasificaron mediante ranking para participar en el torneo. Los equipos clasificados fueron los 8 mejores del ranking NORCECA y los 4 mejores del ranking de la CSV, exceptuando a Brasil.
NORCECA (Confederación del Norte, Centroamérica y del Caribe):
- Canadá
- Costa Rica
- Cuba
- Estados Unidos
- México (local)
- Puerto Rico
- Surinam
- República Dominicana

CSV (Confederación Sudamericana de Vóley):
- Argentina
- Chile
- Colombia
- Perú

## Grupos
| Grupo A              | Grupo B        |
| -------------------- | -------------- |
| República Dominicana | Argentina      |
| Colombia             | Puerto Rico    |
| Canadá               | Cuba           |
| Perú                 | Estados Unidos |
| México               | Chile          |
| Surinam              | Costa Rica     |

## Modo de disputa
Los equipos se dividieron en dos grupos donde se enfrentaron en un sistema de todos contra todos. Los primeros de cada grupo avanzaron directo a la semifinal, mientras que los que terminaron en segundo y tercer lugar se enfrentaron en cuartos de final. Los cuartos y quintos lugares disputaron una ronda de clasificación por las posiciones 7 a 10, mientras que los equipos que finalizaron en último puesto compitieron por las posiciones 11 y 12.
Durante la fase de grupos la organización dispuso que los partidos ganados por 3–0 otorgasen 5 puntos al ganador, 0 puntos al perdedor y aquellos ganados por 3–1 diesen 4 puntos al ganador y 1 punto al perdedor. Los partidos ganados 3–2, por su parte, otorgaron 3 puntos al ganador y 2 puntos al perdedor.

## Resultados

### Grupo A
|     |                      | Partidos | Partidos | Partidos |     | Sets | Sets | Sets  | Puntos | Puntos | Puntos | Clasificación                  |
| Pos | Equipo               | PJ       | PG       | PP       | Pts | SG   | SP   | Ratio | PG     | PP     | Ratio  | Clasificación                  |
| --- | -------------------- | -------- | -------- | -------- | --- | ---- | ---- | ----- | ------ | ------ | ------ | ------------------------------ |
| 1.º | Colombia             | 5        | 4        | 1        | 21  | 14   | 4    | 3.500 | 444    | 366    | 1.213  | Semifinales                    |
| 2.º | República Dominicana | 5        | 4        | 1        | 18  | 13   | 6    | 2.167 | 444    | 364    | 1.220  | Cuartos de final               |
| 3.º | México               | 5        | 3        | 2        | 13  | 11   | 10   | 1.100 | 471    | 440    | 1.070  | Cuartos de final               |
| 4.º | Perú                 | 5        | 2        | 3        | 12  | 9    | 10   | 0.900 | 437    | 401    | 1.090  | Semifinales 7.º al 10.º puesto |
| 5.º | Canadá               | 5        | 2        | 3        | 11  | 8    | 10   | 0.800 | 397    | 391    | 1.015  | Semifinales 7.º al 10.º puesto |
| 6.º | Surinam              | 5        | 0        | 5        | 0   | 0    | 15   | 0.000 | 144    | 375    | 0.384  | Partido por el 11.º puesto     |

Fuente: NORCECA
| 18-ago 14:00 | República Dominicana | 1-3                                 | Perú | Domo de la Feria, León, México |  |
|              |                      | ( 25-27 14-25 25-15 15-25 ) Reporte |      |                                |  |

| 18-ago 17:00 | Colombia | 3-0                           | Canadá | Domo de la Feria, León, México |  |
|              |          | ( 27-25 25-21 25-18 ) Reporte |        |                                |  |

| 18-ago 20:00 | México | 3-0                          | Surinam | Domo de la Feria, León, México |  |
|              |        | ( 25-6 25-12 25-10 ) Reporte |         |                                |  |

| 19-ago 14:00 | Colombia | 3-0                           | Surinam | Domo de la Feria, León, México |  |
|              |          | ( 25-4, 25-12, 25-9 ) Reporte |         |                                |  |

| 19-ago 17:00 | Perú | 1-3                                    | Canadá | Domo de la Feria, León, México |  |
|              |      | ( 25-22, 24-26, 21-25, 23-25 ) Reporte |        |                                |  |

| 19-ago 20:00 | México | 1-3                                 | República Dominicana | Domo de la Feria, León, México |  |
|              |        | ( 21-25 20-25 28-26 16-25 ) Reporte |                      |                                |  |

| 20-ago 14:00 | República Dominicana | 3-0                         | Surinam | Domo de la Feria, León, México |  |
|              |                      | ( 27-7 25-13 25-4 ) Reporte |         |                                |  |

| 20-ago 17:00 | Colombia | 3-0                           | Perú | Domo de la Feria, León, México |  |
|              |          | ( 25-19 25-18 35-33 ) Reporte |      |                                |  |

| 20-ago 20:00 | México | 3-2                                       | Canadá | Domo de la Feria, León, México |  |
|              |        | ( 19-25 25-19 23-25 26-24 15-12 ) Reporte |        |                                |  |

| 21-ago 14:00 | Canadá | 3-0                          | Surinam | Domo de la Feria, León, México |  |
|              |        | ( 25-16 25-9 25-13 ) Reporte |         |                                |  |

| 21-ago 17:00 | República Dominicana | 3-2                                       | Colombia | Domo de la Feria, León, México |  |
|              |                      | ( 18-25 25-17 28-26 28-30 15-10 ) Reporte |          |                                |  |

| 21-ago 20:00 | México | 3-2                                       | Perú | Domo de la Feria, León, México |  |
|              |        | ( 22-25 25-23 25-23 23-25 15-11 ) Reporte |      |                                |  |

| 22-ago 11:00 | Perú | 3-0                          | Surinam | Domo de la Feria, León, México |  |
|              |      | ( 25-10 25-11 25-8 ) Reporte |         |                                |  |

| 22-ago 14:00 | República Dominicana | 3-0                           | Canadá | Domo de la Feria, León, México |  |
|              |                      | ( 25-15 25-23 25-17 ) Reporte |        |                                |  |

| 22-ago 17:00 | México | 1-3                                 | Colombia | Domo de la Feria, León, México |  |
|              |        | ( 24-26 23-25 25-23 21-25 ) Reporte |          |                                |  |

### Grupo B
|     |                | Partidos | Partidos | Partidos |     | Sets | Sets | Sets  | Puntos | Puntos | Puntos | Clasificación                  |
| Pos | Equipo         | PJ       | PG       | PP       | Pts | SG   | SP   | Ratio | PG     | PP     | Ratio  | Clasificación                  |
| --- | -------------- | -------- | -------- | -------- | --- | ---- | ---- | ----- | ------ | ------ | ------ | ------------------------------ |
| 1.º | Estados Unidos | 5        | 5        | 0        | 23  | 15   | 2    | 7.500 | 417    | 282    | 1.479  | Semifinales                    |
| 2.º | Argentina      | 5        | 4        | 1        | 21  | 13   | 3    | 4.333 | 385    | 306    | 1.258  | Cuartos de final               |
| 3.º | Puerto Rico    | 5        | 3        | 2        | 11  | 9    | 10   | 0.900 | 381    | 399    | 0.955  | Cuartos de final               |
| 4.º | Cuba           | 5        | 2        | 3        | 13  | 9    | 9    | 1.000 | 387    | 384    | 1.008  | Semifinales 7.º al 10.º puesto |
| 5.º | Chile          | 5        | 1        | 4        | 7   | 5    | 12   | 0.417 | 315    | 377    | 0.836  | Semifinales 7.º al 10.º puesto |
| 6.º | Costa Rica     | 5        | 0        | 5        | 0   | 0    | 15   | 0.000 | 238    | 375    | 0.635  | Partido por el 11.º puesto     |

Fuente: NORCECA
| 18-ago 14:00 | Argentina | 3-0                           | Costa Rica | Inforum, Irapuato, México |  |
|              |           | ( 25-16 25-14 25-22 ) Reporte |            |                           |  |

| 18-ago 17:00 | Puerto Rico | 3-2                                      | Cuba | Inforum, Irapuato, México |  |
|              |             | ( 25-22 15-25 22-25 28-26 15-8 ) Reporte |      |                           |  |

| 18-ago 20:00 | Estados Unidos | 3-0                           | Chile | Inforum, Irapuato, México |  |
|              |                | ( 25-13 25-16 25-18 ) Reporte |       |                           |  |

| 19-ago 14:00 | Cuba | 3-0                           | Costa Rica | Inforum, Irapuato, México |  |
|              |      | ( 25-18 25-19 25-18 ) Reporte |            |                           |  |

| 19-ago 17:00 | Argentina | 3-0                          | Chile | Inforum, Irapuato, México |  |
|              |           | ( 25-23 25-13 25-8 ) Reporte |       |                           |  |

| 19-ago 20:00 | Estados Unidos | 3-0                             | Puerto Rico | Inforum, Irapuato, México |  |
|              |                | ( 25-14, 25-20, 25-15 ) Reporte |             |                           |  |

| 20-ago 14:00 | Chile | 3-0                          | Costa Rica | Inforum, Irapuato, México |  |
|              |       | ( 25-9 25-22 25-20 ) Reporte |            |                           |  |

| 20-ago 17:00 | Puerto Rico | 0-3                           | Argentina | Inforum, Irapuato, México |  |
|              |             | ( 16-25 19-25 16-25 ) Reporte |           |                           |  |

| 20-ago 20:00 | Estados Unidos | 3-1                                 | Cuba | Inforum, Irapuato, México |  |
|              |                | ( 21-25 25-12 25-21 25-10 ) Reporte |      |                           |  |

| 21-ago 14:00 | Estados Unidos | 3-0                          | Costa Rica | Inforum, Irapuato, México |  |
|              |                | ( 25-8 25-12 25-15 ) Reporte |            |                           |  |

| 21-ago 17:00 | Puerto Rico | 3-2                                      | Chile | Inforum, Irapuato, México |  |
|              |             | ( 18-25 25-19 25-20 18-25 15-9 ) Reporte |       |                           |  |

| 21-ago 20:00 | Cuba | 0-3                           | Argentina | Inforum, Irapuato, México |  |
|              |      | ( 25-27 15-25 23-25 ) Reporte |           |                           |  |

| 22-ago 11:00 | Puerto Rico | 3-0                           | Costa Rica | Inforum, Irapuato, México |  |
|              |             | ( 25-12 25-14 25-19 ) Reporte |            |                           |  |

| 22-ago 14:00 | Chile | 0-3                           | Cuba | Inforum, Irapuato, México |  |
|              |       | ( 18-25 15-25 18-25 ) Reporte |      |                           |  |

| 22-ago 17:00 | Argentina | 1-3                                 | Estados Unidos | Inforum, Irapuato, México |  |
|              |           | ( 19-25 18-25 25-21 21-25 ) Reporte |                |                           |  |

## Clasificación del 5.º al 12.º lugar
|  | Cuartos de final 7.º al 10.º puesto | Cuartos de final 7.º al 10.º puesto | Cuartos de final 7.º al 10.º puesto |        |             | Semifinales 5.º al 8.º puesto | Semifinales 5.º al 8.º puesto | Semifinales 5.º al 8.º puesto |   |  | Partido por el 5.º puesto | Partido por el 5.º puesto | Partido por el 5.º puesto |  |
|  |                                     |                                     |                                     |        |             |                               |                               |                               |   |  |                           |                           |                           |  |
|  |                                     |                                     |                                     |        |             |                               |                               |                               |   |  |                           |                           |                           |  |
|  | 4B                                  | Cuba                                | 1                                   |        |             |                               |                               |                               |   |  |                           |                           |                           |  |
|  | 4B                                  | Cuba                                | 1                                   |        |             |                               |                               |                               |   |  |                           |                           |                           |  |
|  | 5A                                  | Canadá                              | 3                                   |        |             |                               |                               |                               |   |  |                           |                           |                           |  |
|  | 5A                                  | Canadá                              | 3                                   |        | Puerto Rico | Puerto Rico                   | 3                             |                               |   |  |                           |                           |                           |  |
|  |                                     |                                     |                                     |        | Puerto Rico | Puerto Rico                   | 3                             |                               |   |  |                           |                           |                           |  |
|  |                                     |                                     | Canadá                              | Canadá | 2           |                               |                               |                               |   |  |                           |                           |                           |  |
|  |                                     |                                     | Canadá                              | Canadá | 2           |                               |                               |                               |   |  |                           |                           |                           |  |
|  |                                     |                                     |                                     |        |             |                               |                               |                               |   |  |                           |                           |                           |  |
|  |                                     |                                     |                                     |        |             |                               |                               |                               |   |  |                           |                           |                           |  |
|  |                                     |                                     |                                     |        |             |                               | Puerto Rico                   | Puerto Rico                   | 1 |  |                           |                           |                           |  |
|  |                                     |                                     |                                     |        |             |                               |                               |                               | 1 |  |                           |                           |                           |  |
|  |                                     |                                     | México                              | México | 3           |                               |                               |                               |   |  |                           |                           |                           |  |
|  | 4A                                  | Perú                                | México                              | México | 3           | 2                             |                               |                               |   |  |                           |                           |                           |  |
|  | 4A                                  | Perú                                |                                     |        |             |                               |                               |                               |   |  |                           |                           |                           |  |
|  | 5B                                  | Chile                               | 3                                   |        |             |                               |                               |                               |   |  |                           |                           |                           |  |
|  | 5B                                  | Chile                               | 3                                   |        | México      | México                        | 3                             |                               |   |  |                           |                           |                           |  |
|  |                                     |                                     |                                     |        | México      | México                        | 3                             |                               |   |  |                           |                           |                           |  |
|  |                                     |                                     | Chile                               | Chile  | 1           |                               |                               |                               |   |  |                           |                           |                           |  |
|  |                                     |                                     | Chile                               | Chile  | 1           |                               |                               |                               |   |  |                           |                           |                           |  |
|  |                                     |                                     |                                     |        |             |                               |                               |                               |   |  |                           |                           |                           |  |
|  |                                     |                                     |                                     |        |             |                               |                               |                               |   |  |                           |                           |                           |  |
|  |                                     |                                     |                                     |        |             |                               |                               |                               |   |  |                           |                           |                           |  |
|  |                                     |                                     |                                     |        |             |                               |                               |                               |   |  |                           |                           |                           |  |

### Partido por el 11.º puesto
| 23-ago 14:00 | Surinam | 0-3                           | Costa Rica | Inforum, Irapuato, México |  |
|              |         | ( 25-15 25-13 25-13 ) Reporte |            |                           |  |

### Clasificación del 7.º al 10.º lugar
| 23-ago 17:00 | Cuba | 1-3                                 | Canadá | Inforum, Irapuato, México |  |
|              |      | ( 25-27 25-20 19-25 24-26 ) Reporte |        |                           |  |

| 23-ago 20:00 | Perú | 2-3                                      | Chile | Inforum, Irapuato, México |  |
|              |      | ( 20-25 28-26 26-28 25-19 8-15 ) Reporte |       |                           |  |

### Partido por el 9.° puesto
| 24-ago 20:00 | Cuba | 3-0                             | Perú | Inforum, Irapuato, México |  |
|              |      | ( 25-20, 25-12, 25-21 ) Reporte |      |                           |  |

### Semifinales 5.º al 8.º puesto
| 24-ago 14:00 | Canadá | 2-3                                       | Puerto Rico | Inforum, Irapuato, México |  |
|              |        | ( 25-16 16-25 16-25 25-16 10-15 ) Reporte |             |                           |  |

| 24-ago 17:00 | Chile | 1-3                                 | México | Inforum, Irapuato, México |  |
|              |       | ( 26-28 12-25 25-22 14-25 ) Reporte |        |                           |  |

### Partido por el 7.° puesto
| 25-ago 15:00 | Canadá | 3-0                           | Chile | Inforum, Irapuato, México |  |
|              |        | ( 25-23 25-23 25-20 ) Reporte |       |                           |  |

### Partido por el 5.° puesto
| 25-ago 18:00 | México | 3-1                                 | Puerto Rico | Inforum, Irapuato, México |  |
|              |        | ( 20-25 25-15 19-25 16-25 ) Reporte |             |                           |  |

## Cuadro principal
|  | Cuartos de final | Cuartos de final     | Cuartos de final |                |    | Semifinales          | Semifinales    | Semifinales    |   |  | Final | Final | Final |  |
|  |                  |                      |                  |                |    |                      |                |                |   |  |       |       |       |  |
|  |                  |                      |                  |                |    |                      |                |                |   |  |       |       |       |  |
|  | 2A               | República Dominicana | 3                |                |    |                      |                |                |   |  |       |       |       |  |
|  | 2A               | República Dominicana | 3                |                |    |                      |                |                |   |  |       |       |       |  |
|  | 3B               | Puerto Rico          | 2                |                |    |                      |                |                |   |  |       |       |       |  |
|  | 3B               | Puerto Rico          | 2                |                | 2A | República Dominicana | 0              |                |   |  |       |       |       |  |
|  |                  |                      |                  |                | 2A | República Dominicana | 0              |                |   |  |       |       |       |  |
|  |                  |                      | 1B               | Estados Unidos | 3  |                      |                |                |   |  |       |       |       |  |
|  |                  |                      | 1B               | Estados Unidos | 3  |                      |                |                |   |  |       |       |       |  |
|  |                  |                      |                  |                |    |                      |                |                |   |  |       |       |       |  |
|  |                  |                      |                  |                |    |                      |                |                |   |  |       |       |       |  |
|  |                  |                      |                  |                |    |                      | Estados Unidos | Estados Unidos | 0 |  |       |       |       |  |
|  |                  |                      |                  |                |    |                      |                |                | 0 |  |       |       |       |  |
|  |                  |                      | Argentina        | Argentina      | 3  |                      |                |                |   |  |       |       |       |  |
|  | 2B               | Argentina            | Argentina        | Argentina      | 3  | 3                    |                |                |   |  |       |       |       |  |
|  | 2B               | Argentina            |                  |                |    |                      |                |                |   |  |       |       |       |  |
|  | 3A               | México               | 2                |                |    |                      |                |                |   |  |       |       |       |  |
|  | 3A               | México               | 2                |                | 2B | Argentina            | 3              |                |   |  |       |       |       |  |
|  |                  |                      |                  |                | 2B | Argentina            | 3              |                |   |  |       |       |       |  |
|  |                  |                      | 1A               | Colombia       | 1  |                      |                |                |   |  |       |       |       |  |
|  |                  |                      | 1A               | Colombia       | 1  |                      |                |                |   |  |       |       |       |  |
|  |                  |                      |                  |                |    |                      |                |                |   |  |       |       |       |  |
|  |                  |                      |                  |                |    |                      |                |                |   |  |       |       |       |  |
|  |                  |                      |                  |                |    |                      |                |                |   |  |       |       |       |  |
|  |                  |                      |                  |                |    |                      |                |                |   |  |       |       |       |  |

### Cuartos de final
| 23-ago 17:00 | República Dominicana | 3-2                                      | Puerto Rico | Domo de la Feria, León, México |  |
|              |                      | ( 19-25 24-26 25-23 27-25 15-8 ) Reporte |             |                                |  |

| 23-ago 20:00 | Argentina | 3-2                                       | México | Domo de la Feria, León, México |  |
|              |           | ( 15-25 21-25 25-17 27-13 15-12 ) Reporte |        |                                |  |

### Semifinales
| 24-ago 17:00 | Estados Unidos | 3-0                           | República Dominicana | Domo de la Feria, León, México |  |
|              |                | ( 25-18 25-23 28-26 ) Reporte |                      |                                |  |

| 24-ago 20:00 | Colombia | 1-3                                    | Argentina | Domo de la Feria, León, México |  |
|              |          | ( 25-15, 26-28, 18-25, 23-25 ) Reporte |           |                                |  |

### Partido por el3.erpuesto
| 25-ago 17:00 | Colombia | 3-0                             | República Dominicana | Domo de la Feria, León, México |  |
|              |          | ( 25-18, 25-19, 25-14 ) Reporte |                      |                                |  |

### Final
| 25-ago 20:00 | Estados Unidos | 0-3                           | Argentina | Domo de la Feria, León, México |  |
|              |                | ( 18-25 20-25 19-25 ) Reporte |           |                                |  |

## Clasificación general
| Pos.              | Equipo               |
| ----------------- | -------------------- |
| Medalla de oro    | Argentina            |
| Medalla de plata  | Estados Unidos       |
| Medalla de bronce | Colombia             |
| 4                 | República Dominicana |
| 5                 | México               |
| 6                 | Puerto Rico          |
| 7                 | Canadá               |
| 8                 | Chile                |
| 9                 | Cuba                 |
| 10                | Perú                 |
| 11                | Costa Rica           |
| 12                | Surinam              |

| Argentina Campeón 2.º título |
| Plantel |
| Armadoras: Victoria Mayer y Emilia Balagué Opuestas: Bianca Cugno y Martina Bednarek Centrales: Bianca Farriol, Candelaria Herrera, Brenda Graff y Avril García Puntas: Daniela Bulaich, Nicole Pérez, Candela Salinas, Elina Rodríguez Líberos: Agostina Pelozo y Keila Llanos |
| Entrenador |
| Facundo Morando |

## Distinciones individuales
Finalizada la competencia, la organización otorgó los siguientes premios:
- Jugadora más valiosa: Bianca Farriol ( Argentina)
- Mejor bloqueadora: Bianca Farriol ( Argentina)
- Segundo mejor bloqueo: Candida Arias ( República Dominicana)
- Mejor atacante: Ana Karina Olaya ( Colombia)
- Segunda mejor atacante: Veronica Perry ( Estados Unidos)
- Mejor opuesta: Kendall Kipp ( Estados Unidos)
- Mejor receptora: Claire Hoffman ( Estados Unidos)
- Mejor líbero: Camila Gómez ( Colombia)
- Mejor defensa: Camila Gómez ( Colombia)
- Mejor colocadora: Karen Rivera ( México)
- Mejor anotadora: Grecia Castro ( México)
- Mejor servicio: Dezireth Madame ( Cuba)